# Матеріально-технічні ресурси
Матеріа́льно-техні́чні ресу́рси — збірний термін, яким позначаються предмети праці, використовувані в основному і допоміжному виробництві.

## Класифікація
Головною ознакою класифікації всіх видів матеріально-технічних ресурсів є їх походження. Наприклад, отримання чорних і кольорових металів (металургія), отримання неметалів (хімічне виробництво), отримання виробів з деревини (деревообробка) та ін. Матеріально-технічні ресурси класифікуються також за призначенням у виробничому процесі (виготовлення напівфабрикатів, комплектувальних виробів, кінцевої готової продукції). Для матеріальних ресурсів вводяться додаткові класифікаційні ознаки:
- фізико-хімічні властивості (теплопровідність, теплоємність, електрична провідність, щільність, в'язкість, твердість);
- форма (тіла обертання — пруток, труба, профіль, шестигранник, брус, рейка);
- габарити (дрібні, середні і великі розміри по довжині, ширині, висоті і об'єму);
- фізична (агрегатний) стан (рідкі, тверді, газоподібні).

Матеріальні ресурси, залежно від їх призначення у виробничо-технологічному процесі, укрупнено класифікуються на такі групи:
- сировина (для виробництва матеріальних та енергетичних ресурсів);
- матеріали (для основного і допоміжного виробництва);
- напівфабрикати (для подальшої обробки); комплектувальні вироби (для виготовлення кінцевого продукту);
- готова продукція (для забезпечення споживачів товарами).

## Сировина
Сировина — це природні, антропогенні або техногенні речовини та матеріали, які в процесі виробництва утворюють основу напівфабрикату або готового продукту. Насамперед, варто виділити промислову сировину, яка, в свою чергу класифікується на мінеральну і штучну.
- До мінеральної паливо-енергетичної сировини відносяться природний газ, нафта, вугілля, горючі сланці, торф, уран;
- до металургійної — руди чорних, кольорових і благородних металів;
- до гірничо-хімічної — агрономічні руди (для виробництва добрив), барит (для отримання білих фарб і як наповнювач), плавиковий шпат (використовується в металургії, хімічній промисловості), сірка (для хімічної промисловості та сільського господарства);
- до технічної — алмази, графіт, слюда;
- до будівельної — камінь, пісок, глина і т. д.

До штучної сировини відносяться синтетичні смоли і пластичні маси, синтетичний каучук, замінники шкіри, різні мийні засоби.
Важливе місце в народному господарстві займає сільськогосподарська сировина. Вона в свою чергу класифікується на рослинну (зернові, технічні культури) і тваринного походження (м'ясо, молоко, яйця, сирі шкіри, шерсть). Крім того, виділяють сирцеві матеріали лісової та рибної промисловості — заготівельну сировину. Це збір дикорослих і лікарських рослин; ягід, горіхів, грибів; лісозаготівля, ловля риби.

## Матеріали
Матеріа́л — речовина, або суміш речовин, первинний предмет праці, який використовують для виготовлення виробу. Матеріали є основою для виробництва напівфабрикатів, комплектувальних виробів, товарів виробничого та споживчого призначення.
Матеріали класифікуються на основні і допоміжні. До основних належать ті їх види, які безпосередньо входять а склад готового продукту; до допоміжних — що не входять до його складу, але без яких неможливе ведення технологічних процесів з його виготовлення. У свою чергу основні і допоміжні матеріали поділяються на види, класи, підкласи, групи та підгрупи. Укрупнено матеріали класифікуються на метали і наметали, залежно від фізичного стану — на тверді, сипучі, рідкі та газоподібні.

## Напівфабрикати
Напівфабрикат — предмет праці, який підлягає подальшому оброблюванню на підприємстві-споживачеві. Це напівпродукти, які повинні пройти одну або кілька стадій обробки, перш ніж перетворяться на кінцевий товар. Напівфабрикати класифікуються на дві основні групи. До першої групи належить частково виготовлена продукція всередині окремого підприємства, що передається одним виробничим підрозділом іншому. Другу групу складають напівфабрикати, поставлені по кооперації від одного промислового підприємства іншому.
Напівфабрикати можуть піддаватися як разовій обробці, після чого вони перетворюються на готову продукцію, так і багатоопераційній — за розробленими технологічними процесами.

## Комплектувальні вироби
Комплектувальний виріб — виріб підприємства, застосований як складова частина того, що випускають інші підприємства. Тобто це готова продукція, яка по кооперації поставляється одним промисловим підприємством іншому для виробництва кінцевого готового продукту. З комплектуючих виробів власне і збирається кінцева готова продукція.

## Кінцева готова продукція
Це товари виробничого або споживчого призначення, які випускаються промисловими підприємствами для реалізації проміжним або кінцевим споживачам. Індивідуальні споживчі товари бувають тривалого (багаторазового) і короткочасного користування, повсякденного попиту, попереднього вибору, особливого попиту.